# スペースマンボウ
『スペースマンボウ』は、1989年にコナミがMSX2/MSX2+用に発売したシューティングゲームである。i-revoでのダウンロード販売およびレンタル、携帯電話向けやWii、Wii Uのバーチャルコンソール、プロジェクトEGGでのダウンロード配信も行われている。

## 概要
ゲームタイトルの雰囲気に反し、『パロディウス』シリーズのようなギャグ要素は一切無い横スクロールシューティングゲーム。初期のタイトルは『エグザート』で、タイトルにインパクトを持たせるため魚のマンボウの名称が使用された。当時、大阪ガスがCMでマンボウを使っていたのを見て思いついたとのこと。全8ステージを射撃方向を前方・上下・後方と3段階に切り替え可能なオプションを駆使して戦う。
MSX版『グラディウス』シリーズの展開が一段落した後に発売された。ゲームミュージックはコナミ矩形波倶楽部が担当している。
当初はアーケードゲームである『サンダークロス』のMSX移植版として開発されていたことが後のスタッフのコメントなどで明かされている。『サンダークロス』によく似た仕掛けが随所に現れること、装備、SEなどに名残がある。また、最終ステージの「巨大レーザー」連射場面は『サンダークロスII』に引き継がれている。
MSX2の限界を超える、スプライト表示力最大2倍（ファミコンと同等の64枚）のスプライト・ドライバー、ステージ7の「斜めスクロール」と並んで、最終ステージの「巨大レーザー」はMSXユーザーの度肝を抜き、『MSXマガジン』誌は「ゲーマーどっきり奥様ウットリの超極太レーザー」と評した。

## ストーリー
星歴189年、銀河辺境星域の惑星 “アルファード4” で、人類を遙かに超える古代超文明の遺跡が発見された。ところが調査が進むうち、古代遺跡の防衛システムが突如として目覚めた。
我々人類が飛ばした調査団を侵略者と見なした防衛システムは、全力を挙げて人類へ挑んできた。そしてついには調査団の母星、太陽系に向け古代超文明の最終兵器である巨大宇宙船を発進させてしまう。恒星を破壊し、エネルギーを吸収して灼熱のプロミネンスを漂うその姿から、巨大宇宙船は「SUN-FISH（マンボウ）」と呼ばれた。
マンボウは強力な装甲とバリアーで外敵を寄せつけないばかりか、恒星をも破壊する巨大なビーム砲を備えている。太陽系に近づきつつあるマンボウを食い止める方法はただ一つ、アルファード4地下にあるワープゲートよりマンボウのバリア内に侵入し、マンボウを直接破壊するしかない。
元星間連合軍のエース・パイロットだった異星考古学者のクリーバー・ミューは、太陽系に迫ってくるマンボウを阻止するため、アルファード4より発掘された小型でありながらマンボウと同等の戦闘能力を持つ宇宙船「マンボウ-J（ジュニア）」で出撃する。

## 作品解説
基本は横スクロールのシューティングゲームで、自機の攻撃方向は一定。ただし、ステージの途中でスクロール方向が斜め前方、上、下、斜め後方に変わる特徴がある。また高速スクロールステージも存在する。8方向レバーで敵をかわしながら、Aボタンで攻撃し、敵を破壊して時折現れるカプセルを集めてパワーアップする。
パワーアップシステムは比較的シンプルで、自機の上と下に固定位置のオプション、地形を這って移動するミサイル、自機のショットが二種類（エネルギー蓄積によるパワーアップあり）、スピードアップなどが存在する。ミスをして装備を失っても復活が容易なので、当時の同社のMSX版シーティングゲーム『グラディウス』シリーズなどに比べると、ゲーム全体としての難易度は比較的低い。ただしゲームの展開で若干ムラはある。
本作『スペースマンボウ』では、自機のパワーアップはあくまでも付加的なものにとどめられ、プレイヤーが何度でもプレイして腕が上達すれば、必ずクリアできるようにゲームバランスの調整が図られている。『グラディウス』のように自機がパワーアップされることを見越して、高次ステージに進むとゲーム進行に応じて敵の攻撃が激しくなり、1ミスからの復活パターンが困難になってしまう、いわゆる「ハマリ」とよばれる状態を回避たゲームバランスに調整された結果、純粋にシューティングを楽しめるゲームとなっている。またその分、複雑な地形など、『グラディウス』譲りのステージごとに特化したギミックを楽しむことができる。
MSX2+対応
MSX2+で追加された横方向のハードウェアスクロールによるスムースな横スクロール処理に対応している。MSX2でも後述のような形でスムーズスクロールは実現している。
新10倍カートリッジに対応
ゲームの設定変更を行える純正のカートリッジに対応しており、MODIFY機能を利用してステージセレクトと残り機数の変更が行える。

## 技術的な詳細

### MSX2での横方向のスムーススクロールと、スプライトダブラの実装
前述のとおり、MSX2のVDPであるV9938には横方向のスムーススクロール機能が存在しない為、横方向へのスムースクロールはプロセッサやVDPの処理速度に対し処理量の大きなものとなり実装されるケースは少なかった。このゲームでは画面自体の表示位置の補正機能(MSX-BASICにおけるSET ADJUST命令)を用い、画面全体の見た目の表示の移動と実データのVRAM内での転送を併用することによって、スムーズな横スクロールを実現している。MSX用グラディウスシリーズと同様に、敵キャラクタの一部はバックグラウンドに描画される仕様もあり、ドット単位に色指定の出来る代わりに全てのドットを逐一更新しなければならないビットマップグラフィックモードを避け、MSX2で新規搭載された中では最も制限の多くゲーム機のBGに近い画面モードをメインの表示に使うことで処理速度を確保しているが、MSX2+での実行時と異なりオフセット部分がマスキングされないため画面の両端で8ドット以内のガタツキが露呈する形となる。
同様の技法で横スクロールを行ったMSX2用のゲームには、ヘルツの『サイコワールド』、『ハイディフォス』（当ゲームの画面更新が30fpsなのに対し、これらは60fpsである）や、コナミの野球ゲーム『激突ペナントレース2』（画面更新60fps）、ポニーキャニオンの『ファンタジーゾーンII オパオパの涙』、ホット・ビィの『中華大仙』、カプコンの『魔界島 七つの島大冒険』などがある。
V9938で拡張された走査線割込みによって、スコアなどを表示する固定画面部にはビットマップグラフィックモードの併用とスクロールの固定などの画面分割、並びにスプライトダブラを併用することでスプライトの最大表示枚数も擬似的に倍にしている。

### SCCの搭載
同社のMSX製品同様、メガロムコントローラにはSCCをROMカートリッジ内に搭載。ROMのバンク切り替えをサポートするとともに、波形メモリ方式5Chの出力を追加している。サウンドドライバは動的に波形を変えながら音が鳴らせる「波形チェンジプログラム」が搭載されており、ボス戦BGMの音のうなりなどで活用されている。サウンドトラックも発売され、その中には、アレンジとして1ポート当たり一台を割り当て、8台のMSXを利用し制作された物が収録されている。

## キャラクター
自機や、ゲーム中にはほとんど出てこないパイロットの設定が用意されている。なおMSX2版ではカートリッジを入れ電源を入れたままゲームを始めないで放っておくと、マンボウ-J発進アニメーションデモが始まる。
マンボウ-J
自機。アルファード4から発掘された設計図を元にして作られた強力な戦闘機。小型ながらマンボウとほぼ同じ力を持っている。パワーアップ可能なニードル・ワイド二種類のショット、対地用ミサイル、任意で上下左右にニードルショットを放つオプション（最大二基）、画面内の敵を一掃するブラックホール爆弾といった武器が使用できる。
クリーバー・ミュー
マンボウ-Jのパイロット。異星考古学者であり、元星間連合のエース・パイロット。アルファード4から発掘された古文書を解読し、マンボウ攻略の鍵を見いだす。

## パワーアップの方法と種類
パワーアップは編隊や特定の敵を倒すと現れるアイテムカプセルを取ることで各種武装が得られるというもの。
対応するアイテムによるパワーアップという点では、同社の『グラディウス』より『沙羅曼蛇』に近い。また、アイテムの種類は各所のアイテムキャリア毎に固定されているわけではなく、出現順で固定されており、例えば次でミサイルを出すはずのキャリアを撃ち逃しても、その次に登場するキャリアを破壊すればミサイルアイテムが出現する。
アイテムカプセルの出現順は決められており、以下の順のとおり。
スピードアップ（Sカプセル） → パワーカプセル（赤カプセル） → ミサイル（Mカプセル） → オプション（Oカプセル） → ワイドショット（Wカプセル）／もしくはニードルショット（Nカプセル） → ブラックホール爆弾（青カプセル） のループで、スピードアップ・ミサイル・オプションはそれぞれパワーアップレベルが最高になると、次周以降は代わりにパワーカプセルが出現する。
各アイテムの説明は以下の通り。
スピードアップ
「S」と表示されたカプセル。自機の移動速度が上がる。最高6段階。自機が破壊される以外に移動速度を下げる手段は無い。
パワーカプセル
赤色のカプセル。自機のショットの威力が上がる。ストックする毎に画面上部に表示されている16個のパワーレベルゲージが1つずつ点灯していき、3段階まで自機およびオプションのショットパワーが上昇する。一方で、ゲージは一定時間が経過するとレベルが減少するので、ショットレベルを維持するためにはパワーカプセルを常に回収していく必要がある。
パワーレベルはミスをしても保持されるが、ゲームオーバー後にコンティニューするとゲージ2個分下がる。
なお、ショットパワーの強さは初期段階（ゲージなし）のVULCANを1とした場合、2段階目（ゲージ1〜8）のBIT LASERが2、3段階目（ゲージ9〜16）のRING BEAMが4。ワイド系は各段階ともにニードル系の2倍の威力となる。
ミサイル
「M」と表示されたカプセル。1画面に1個だけ、下方に地上攻撃用ミサイルを撃つ。ミサイルは鉛直方向に投下されたのち、地形に接触すると地形に沿って進み、障害物に当たるまで地を這って進む。
オプション
「O」と表示されたカプセル。ニードルショットを2連射可能なユニットが装備される（威力はパワーレベルゲージに依存するが、グラフィックはVULCANで固定）。『グラディウス』のように自機の軌跡を追従せず、位置は自機に対して常に固定され、1個取る毎に一基ずつ装備されて、上下に1つずつ最大2基が装備可能。一基目は自機の上、2基目は下に装備される。Bボタン（またはM・Nキー）を押すごとに「上下」→「後方」→「前方」→「上下」→…の順に攻撃方向が切り替わる。本作では状況に応じたこの攻撃方向の切り替えが重要となる。
ワイドショット
「W」と表示されたカプセル。ニードルショット装備時のみ出現。前方3方向に広がるショットを撃つ。パワーレベルに応じてPULSER I・II・IIIの3レベルに強化される。単発の攻撃力はニードルより高いが、3発全てが画面上から消えないと次が発射できないため連射性に劣る。広範囲に攻撃できるため複雑な地形で、また耐久力が高い敵に対しては流れ弾がもれないように密着しての連射（いわゆる張り付き）で威力を発揮する。
ニードルショット
「N」と表示されたカプセル。ワイドショット装備時のみ出現。スタート時に装備されているノーマル弾で、前方へ直線的に3連射可能なショットを撃つ。パワーレベルに応じてVULCAN・BIT LASER・RING BEAMの3レベルに強化される。攻撃範囲は狭いが連射性が高いため、ボスなど耐久力が高く集中攻撃が必要な敵に威力を発揮する。本作ではニードルとワイドの随時切替はできないので、地形や場面に応じて効果的なカプセルを取る必要がある。
ブラックホール爆弾
略称BH弾。一般シューティングでいうところのボムに相当する青いカプセルで、取得直後に1発だけ使用できる。発射後は前方へ一定距離を進んだのち静止、その後に炸裂・発動する。この時、地形に当てると炸裂が早まる。発動まで少し時間がかかる点は「グラディウス」の全滅アイテムと異なる。
炸裂する前のBH弾にも敵や敵弾との当たり判定があって、敵を貫通しながら進む。また、BH弾もメインショットの1発分とカウントされるため、BH弾発射中はニードルの連射性が落ち、ワイドは発動終了まで発射不能になる。
炸裂時は画面が暗転するだけで、敵への効果が現れるのは発動時であり、その間に敵や弾に自機が当たればミスになる。
なお、例外的にBH弾が無効な敵が存在する。ボス系の敵に対しては大ダメージを与えることができる。

## ステージ構成
本作品の「1周」は全8ステージで構成されており、ステージ8をクリアするとエンディングの後、難易度が上がった状態でステージ1よりゲーム再開。オリジナルのMSX2版では、ゲームランクは3周目まで上昇し、敵の耐久力が格段に強化され、弾が増える。
ゲーム開始時の持ち機数は3機。5万点ごとに持ち機数は1機追加される。自機は敵および敵弾、進入不可能な地形との衝突により爆発し1ミスとなる。全ての持ち機を失うとゲームオーバーだが、回数制限なしのコンティニューが可能。
ミスおよびコンティニュー時は取得装備をすべて失った状態で、直前の復帰ポイントより再スタートとなる。
ステージ1
地上エリア。アルファード4の地表を疾走する地上戦艦との戦闘がメインとなる。作品自体のウリであるスムーズスクロールだけでなく地表・戦艦・空の3重スクロールを実現しているステージ。ボスは巨大なロボットアームを振り回す地上兵器・シャタラー。
ステージ2
外壁エリア。地表を覆う外壁層をくぐり惑星内部に侵入。右斜め下や真下への、縦方向も織り交ぜたスクロールが披露される序盤の難関。ボスは「コ」の字型をした機械生命体・スタグヘッド。縦一直線に複数発生する落雷と、本体の前後移動とのコンビネーションが凶悪。
ステージ3
空洞エリア。外壁と内壁との間にあった水路から水分が枯渇し、洞穴となった箇所。序盤の狭まった地形では、その付近で敵を倒すとアイテムが地形に呑まれ(＝地形と重なった判定をされ表示されない)取れなくなる。障害物のフェンスを際限なく作り出す移動砲台「ソリアン」が強敵。ボスはミジンコを模した機械生命体・ルアンモー。
ステージ4
エネルギー変換エリア。巨大な変換器「モニター」が多数配置された中盤の難関。モニターは耐久力が高くブラックホール爆弾の閃光が無効、さらに破壊後には巨大な残骸がそのまま残る。敵を倒す順番や位置のパターン化、自機の進行ルートの把握など、全面を通じて見ても非常に難しいステージ。ボスはザリガニを模した機械生命体・ライガー。
ステージ5
エネルギー炉。いわゆる高速スクロール面で、10基の電磁シャッター「ハオカー」をタイミングよく抜けていく前半と、大量の空中敵「トレイル」を撃破していく後半に区分できる。ボスは動力炉の心臓部・ナーガ。画面上を高速で動き回りつつ破壊可能な火炎弾を8方向にばらまく本作屈指の難敵である。
ステージ6
ダストエリア。要塞内部の廃棄物処理エリア。左下（＝斜め後方）へのスクロールがあるのが特徴といえば特徴。通路を塞ぐ「ストーン」は耐久力が非常に高くブラックホール弾の閃光では倒せない。ボスは廃棄物処理ロボット・ゴルディツ。画面下部から登場し、2本のアームをゆっくりと振り回す。
ステージ7
前半はアルファード4最深部の遺跡洞窟エリア。ボスのワープマシンを攻撃して起動することにより、マンボウの展開している巨大バリアーの内部へとワープできる。
ステージ8
多数の隕石が漂う宇宙空間で、マンボウ本体からの巨大レーザーを回避しつつマンボウを捕捉・破壊することが目的となる。マンボウにある程度ダメージを与えることでマンボウの内部に進入可能。心臓部に配置されたコアを撃破し、マンボウを内から破壊することでエンディングを迎える。

## 制作スタッフ
|                      | 担当                  |
| -------------------- | --------------------- |
| メインプログラマー   | T.ADACHI(足立敏哉)    |
| メインプログラマー   | R.SAGISAKI            |
| キャラクターデザイン | H.MAKITANI            |
| キャラクターデザイン | T.KINOSHITA(木下富晴) |
| キャラクターデザイン | T.EGUCHI(江口哲朗)    |
| サウンドクリエイター | T.SEKITO(関戸剛)      |
| サウンドクリエイター | K.UEHARA(上原和彦)    |
| サウンドクリエイター | Y.MANNO(萬野裕彦)     |
| パッケージデザイン   | N.SATOH               |
| パッケージデザイン   | H.SUMIDA              |
| スペシャルサンクス   | R.SHOGAKI             |
| スペシャルサンクス   | N.MATSUI(松井直樹)    |